# Ourille (Lugo)
Ourille es una localidad del municipio de Bóveda, en la provincia de Lugo, España. Pertenece a la parroquia de Remesar y se encuentra muy cerca del límite con el municipio de Paradela.
Se encuentra a 600 metros de altitud junto al Monte de Cozás y la Pena Grande de Penalba. En 2022 estaba deshabitada.